# Censure au cinéma
 (novembre 2022).
- Si vous ne connaissez pas le sujet, laissez ce bandeau (vous pouvez alors contacter les auteurs).
- Si vous supprimez le contenu mis en cause (vous pouvez préalablement contacter les auteurs),

argumentez précisément cette suppression dans la page de discussion
(un manque de référence n'est pas un argument ; une recherche réelle de référence doit avoir été effectuée, être formellement documentée).
 (novembre 2022).
 (novembre 2022).
Les informations dans cet article sont mal organisées, redondantes, ou il existe des sections bien trop longues. Structurez-le ou soumettez des propositions en page de discussion.
Avec le temps, il arrive que le contenu présent dans un article devienne désordonné. Il est souvent nécessaire de réorganiser l'article de fond en comble.
- Il faut tout d’abord répartir le contenu de l'article en plusieurs sections. Les informations doivent ensuite être exposées clairement et le plus synthétiquement possible, regroupées par sujet afin d'éviter les doublons. Quelqu'un cherchant une information précise doit pouvoir la trouver rapidement en lisant la section appropriée.
- À l'intérieur de chaque section, le texte, souvent initialement sous la forme de phrases éparses, doit être regroupé dans des paragraphes de quelques lignes, en assurant un enchaînement logique et une cohérence entre les phrases.
- Lorsque l'article ou l'une de ses sections développe trop longuement un point qui n'est pas dans le cœur du sujet traité, il convient de faire une synthèse et de transférer l'ancien contenu dans des articles plus appropriés (en cas de transfert, il faut impérativement respecter la procédure Aide:Scission).

Si vous pensez que ces points ont été résolus, vous pouvez retirer ce bandeau et améliorer le plan d'un autre article.
 (novembre 2022).
La censure au cinéma est l'ensemble des limitations exercées par un pouvoir sur le cinéma. Ces limitations sont similaires à celles exercées dans d'autres domaines (presse, littérature, etc.), et selon Gajus Siagian, cette censure a « les mêmes principes et les mêmes objectifs ». Elles peuvent être à l'initiative des personnes produisant l'œuvre (autocensure), d'un État ou d'un collectif.
Les limitations peuvent concerner les œuvres, les artistes ou l'audience du cinéma, ainsi que les moyens d'exposition, de distribution ou d'exploitation (par exemple le code Hays au XXe siècle aux États-Unis) et peuvent se traduire en une interdiction totale de production ou de commercialisation.
La perception des limitations, telles que celles relatives aux mineurs avec une restriction d'âge, n'est pas homogène géographiquement et historiquement, et est sujet à débat : l'interface entre la protection des individus, la régulation et l'entrave de leurs libertés, comme la liberté d'expression, n'est pas tranchée. La censure est diversement qualifiée : arbitraire, idéologique, sociale, économique, etc. Son étude constitue une discipline. Gajus Siagian dresse cinq thématiques (religieuse, socio-politique, culturelle, morales, sécuritaires) qui regroupent les critères qui la caractérisent au cinéma.

## Histoire

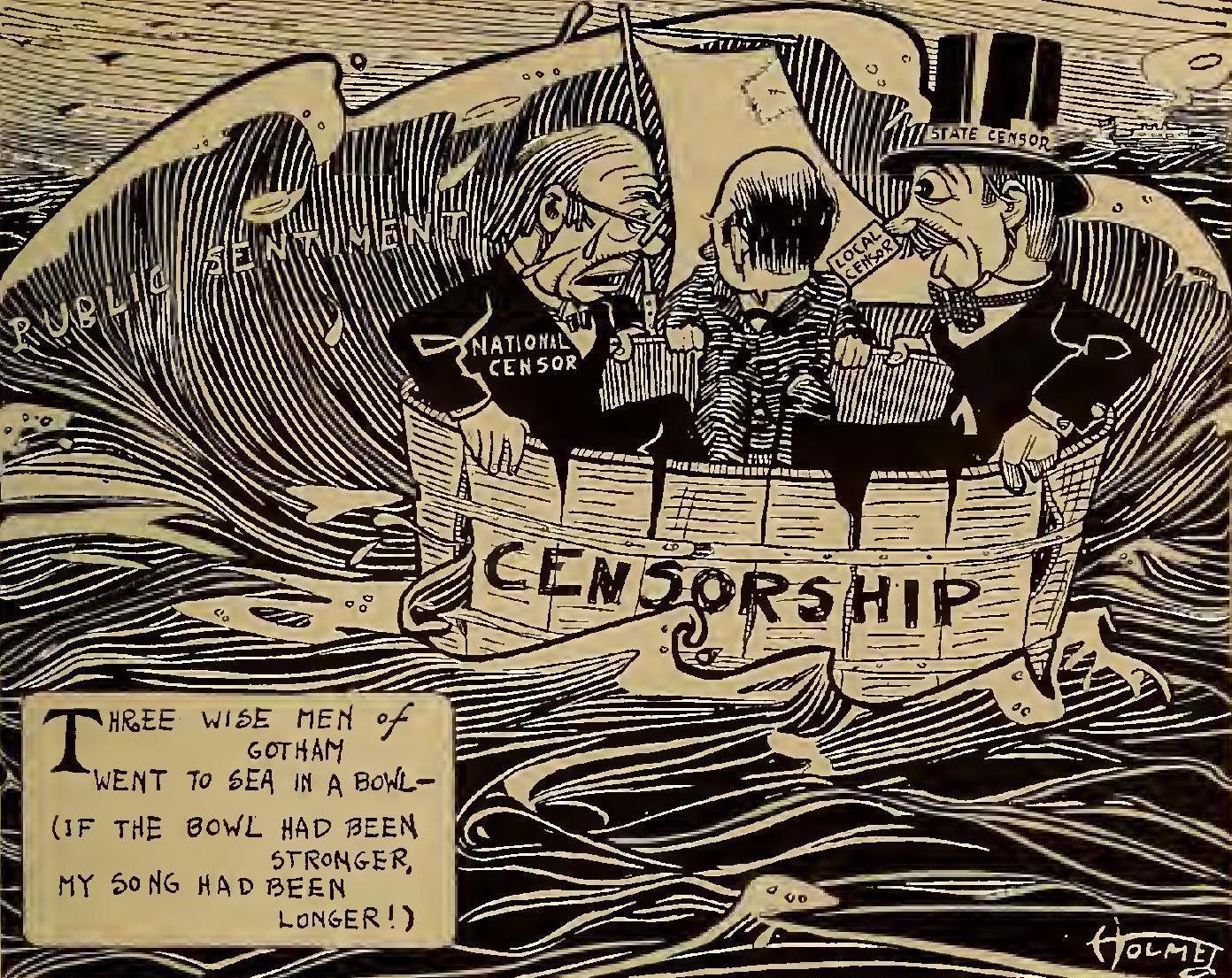
Caricature de la censure parue dans Motion Picture Magazine en 1916.

L'histoire de la censure cinématographique commence à la fin du XIXe siècle, en même temps que l'histoire du cinéma. Considéré comme la première représentation d'un baiser de cinéma, le film Le Baiser (The Kiss) sorti en 1896 fait l'objet d'une censure à la suite du scandale qu'il provoque, notamment chez les conservateurs sociaux aux États-Unis, au sein de l'Empire britannique ou encore de l'Église catholique appelant à bannir ce film.
Le film de Serguei Eisenstein, Le Cuirassé Potemkine, sorti en 1926, fut interdit à la diffusion durant 25 années dans plusieurs pays d'Europe pour être de la propagande bolchévique.
Aux Etats-Unis, le Code Hays est adopté en mars 1930. Il est établi par le sénateur William Hays, qui prétend ainsi réguler la production hollywoodienne. Certains sujets sont proscrits, d'autres, limités ; ainsi, les baisers entre acteurs sont limités à 3 secondes. Les scènes d'amour, érotiques ou non, sont à éviter.
Loin de constituer une atteinte irrémédiable à la liberté de créer, le code Hays est perçu par certains réalisateurs comme une occasion de faire preuve de créativité. C'est le cas de Billy Wilder ou d'Alfred Hitchcock. Ils prennent plaisir à détourner les exigences du code, en réalisant parfois des scènes et montages plus suggestifs encore. Dans Les Enchaînés, Hitchcock met ainsi en scène une discussion de 2 minutes 30 entre ses personnages, entrecoupée de baisers. Il se vantera plus tard d'avoir filmé "le plus long baiser du cinéma". L'usage de métaphores ou d'ellipses suggestives est également monnaie courante.
À leur accession au pouvoir, les nazis vont chercher à censurer le cinéma en exerçant une forme de contrôle. Est alors créé un ministère de la propagande dont Goebbels aura la charge.

## Formes de censure

### Restriction d'âge
En Irlande, le texte de loi Censorship of Films Act (1923, modifiée à plusieurs reprises) instaure un comité de censure, le Oifig Scrúdóir na Scannán, responsable des restrictions d'âge et du bannissement. Depuis 1986, sept films ont été bannis dont Tueurs nés.
En Norvège, le texte de lois Act of Film and Video (1987) régule les œuvres contenant de la violence et de la pornographie par une restriction d'âge mise en place par les distributeurs de film, ce qui n'empêche pas le National Board of Classification de censurer un film. Depuis 1997, 36 films ont été entièrement interdits par ce bureau. Le film japonais L'Empire des sens a par exemple été banni de 1976 à 2001 pour ses scènes « sexuelles et sadomasochistes ». Chaque ville régule également l'âge requis pour les œuvres exploitées au cinéma ainsi que leurs interdictions. Par exemple la ville d'Oslo a interdit le film Dobermann avant que cette décision soit contestée et levée.

## Critiques

### Algérie
En 2018, seize professionnels du cinéma algérien à savoir treize réalisateurs et trois producteurs,  dénoncent, dans une tribune publiée dans El Watan,  la « censure » et « les limites à la liberté d'expression » en Algérie. Ainsi en septembre 2018, le ministère des Moudjahidine impose des « modifications» pour permettre la diffusion en salles du film Larbi Ben M'hidi, évoquant un héros de la guerre d'indépendance algérienne, en effet la loi algérienne exige une autorisation préalable des autorité pour « les films relatifs à la guerre de libération nationale ». De même, le documentaire Fragments de rêves, de Bahia Bencheikh El Fegoun, qui présente des propos de personnalités des mouvements sociaux en Algérie depuis 2011, n'est pas diffusé,.
En mars 2024, le Parlement algérien adopte une nouvelle loi pour le cinéma algérien, des peines de prison sont prévues quand le film est jugé comme portant atteinte à la religion, à l’histoire de la guerre d’indépendance et à la morale ,. La réalisatrice algérienne Sofia Djama évoque « une loi de la honte » : « Hier la presse, aujourd'hui le cinéma, demain la littérature, la peinture, et toute forme de création qui ne leur conviendra pas, seront censurés ».

### France
- Si vous ne connaissez pas le sujet, laissez ce bandeau (vous pouvez alors contacter les auteurs).
- Si vous supprimez le contenu mis en cause (vous pouvez préalablement contacter les auteurs),

argumentez précisément cette suppression dans la page de discussion
(un manque de référence n'est pas un argument ; une recherche réelle de référence doit avoir été effectuée, être formellement documentée).
En France, la censure est exercée par l’État qui, par une compétence de police administrative, juge si un film peut ou non être montré au public. Le mécanisme français est différent de celui des États-Unis qui, dans les années 1930, avaient fait adopter le Code Hays. Sous la pression des puritains et des scandales hollywoodiens, comme celui de Mae West affichée en séductrice dans le film « Je ne suis pas un ange » de Wesley Ruggles (1933), William Hays, alors président de la Motion Picture Producers and Distributors of America, participe à l’instauration d’un code de censure du cinéma en 1934.
La censure cinématographique a subi une évolution juridique en France. Par le biais des décrets du 25 juillet 1919 et du 7 mai 1935, ainsi que d’une ordonnance du 3 mai 1945, le cinéma français s’est vu soumis à un régime d’autorisation préalable : un régime de police administrative. Le ministre de la culture peut décider de ne pas octroyer un visa d’exploitation pour un film. Ce mécanisme de censure préalable permet également aux maires de refuser ou de limiter la projection d’un film dans des salles de cinéma, s'ils considèrent qu’il peut y avoir une atteinte aux bonne mœurs ou bien que le film est susceptible de heurter la sensibilité du spectateur.
Dans sa décision intitulée : Société « Les Films Lutetia » et le syndicat français des producteurs et exportateurs de films, le Conseil d’État avait estimé que « l’interdiction d’un film est légale lorsque la projection du film est susceptible d’être, à raison du caractère immoral dudit film et de circonstances locales, préjudiciable à l’ordre public ». De plus, le Conseil d’État avait déterminé que « l’immoralité d’un film devait, pour qu’elle puisse justifier une interdiction être assortie de certaines circonstances locales dont le juge se réserverait le contrôle et l’appréciation ». En l’espèce, le maire de la ville de Nice interdisait la projection de certains films sur son territoire, considérant que ces derniers revêtaient « un caractère contraire à la décence et aux bonnes mœurs ». Les demandeurs en instance s’opposaient à cette interdiction en contestant les pouvoirs des maires et des préfets à l’égard des films cinématographiques ayant obtenu le visa d'exploitation.
Le ministre de la culture possède également le pouvoir d’accorder une autorisation de projection pour certains types de spectateurs, ou de limiter la projection en assortissant le film d’une limite d’âge ou d’un classement cinématographique tel que le classement X. Il faut se référer aux dispositions de l’article L.211-1 du Code du cinéma et de l’image animée pour observer les dispositions relatives à la censure au cinéma, qui déterminent que le visa d’exploitation « peut être refusé ou sa délivrance subordonnée à des motifs tirés de la protection de l’enfance et de la jeunesse ou du respect de la dignité humaine ».